# Dobrilovići
Dobrilovići (en serbe cyrillique : Добриловићи) est un village de Serbie situé dans la municipalité de Priboj, district de Zlatibor. Au recensement de 2011, il comptait 418 habitants.

## Démographie
| 1948 | 1953 | 1961 | 1971 | 1981 | 1991 | 2002 | 2011 |
| ---- | ---- | ---- | ---- | ---- | ---- | ---- | ---- |
| 336  | 383  | 471  | 551  | 333  | 643  | 490  | 418  |

|  |